# Después de...
Después de... és un reportatge en dues parts (No se os puede dejar solos i Atado y bien atado), filmat entre abril de 1979 i finals de 1980 pels germans José Juan i Cecilia Bartolomé, que tracta de reflectir els sentiments dels espanyols durant la transició a la democràcia i els possibles conflictes que una normalitat democràtica hauria d'enfrontar, com s'assenyala a l'inici del reportatge.

## Origen i difusió
El projecte neix de l'interès dels germans Bartolomé de registrar, de manera alternativa als mitjans d'informació oficial, nombrosos esdeveniments que es vivien al carrer, donant veu fonamentalment a la ciutadania, a la manera del documental xilè La batalla de Chile, dirigit per Patricio Guzmán, en el qual havia treballat anys abans José Juan Bartolomé com a ajudant de direcció i guionista. Per problemes administratius i de censura, el documental no va veure la llum fins a 1983, una vegada assegurat el triomf socialista en les noves institucions democràtiques i fracassat el cop d'estat del 23 de febrer de 1981. Va tenir una difusió molt limitada.

## Rodatge i estructura
Amb la càmera penjada al braç i el micròfon obert, els germans Bartolomé es van dedicar a registrar testimoniatges de l'ampli espectre polític del moment. El reportatge contraposa imatges de l'enterrament de Franco i de notícies emeses al NO-DO, amb la memòria dels ciutadans, a través de testimoniatges directes i espontanis que són reaccions concretes a la realitat del seu temps. Aquesta memòria inclou des de reivindicacions de diversos grups socials, fins a reclamacions autonòmiques i tensions davant les agressions violentes de grups radicals. Així, les veus que es donen cita en el doble reportatge, a través de les reaccions i posicions que ocupen, trenquen amb la idea d'una transició cap a la democràcia sostinguda en el consens.